# Żeton

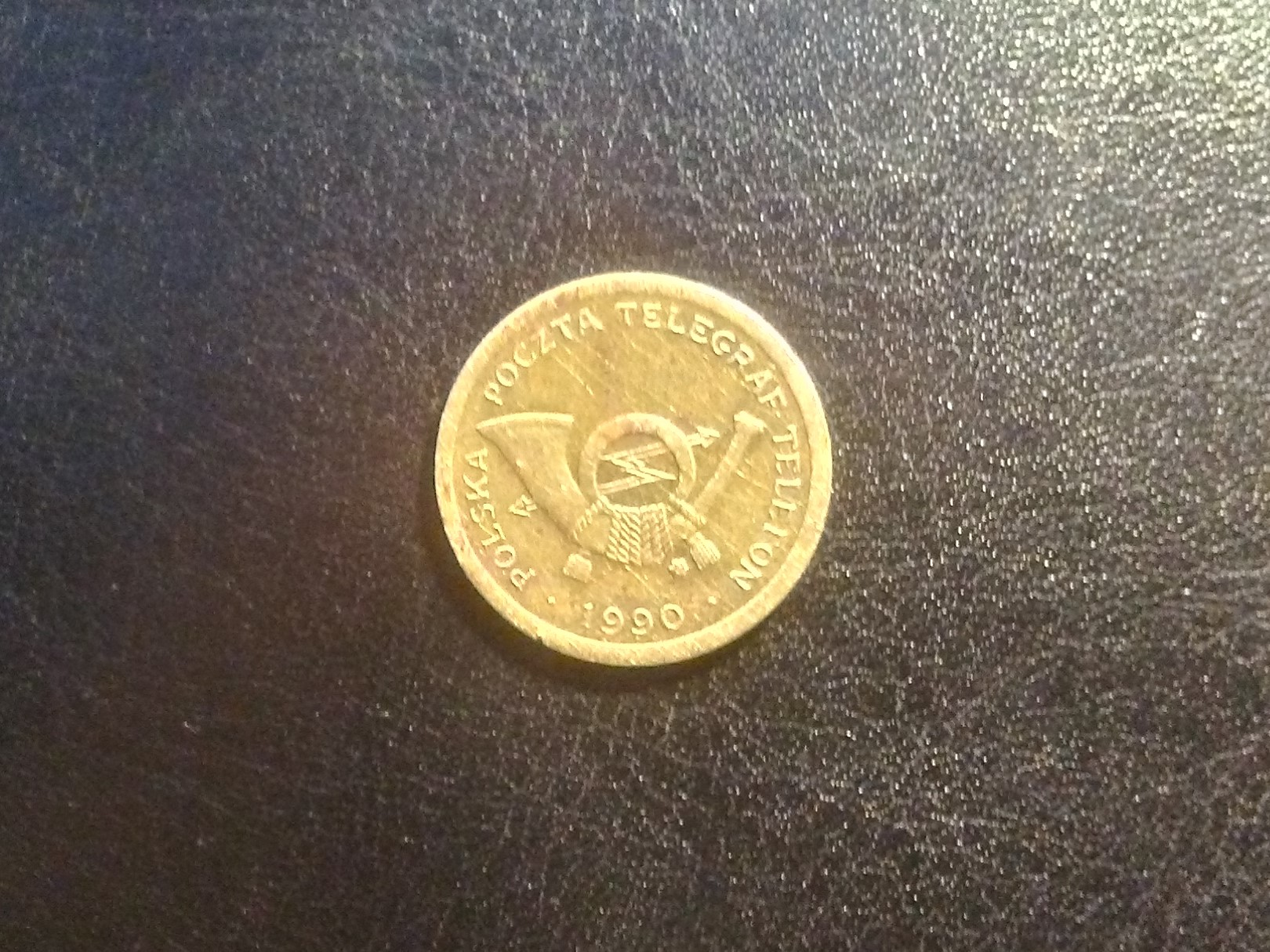
Polski żeton z 1990 r. do automatu telefonicznego

Żeton, szton – medal lub inny podobny do monety kawałek metalu lub plastiku, dawniej używany jako wejściówka do klubów i towarzystw, a obecnie głównie jako substytut pieniądza w sytuacjach, w których posługiwanie się nim jest niewygodne. Najczęściej używany w kasynach, metrze, automatach telefonicznych itp.
W niektórych zakładach przemysłowych specjalne opisane żetony (tzw. marki) wydaje się pracownikom – są one następnie pozostawiane w zamian za wypożyczone narzędzia, przybory itp.
Istnieją też żetony zawierające układy elektroniczne, pracujące jako znaczniki w systemach RFID, służące np. jako przepustki, klucze itp.